# Luc d'Achery
Luc d'Achery (Saint-Quentin, Picardia, França, 1609—Saint-Germain-des-Prés, Paris, 29 de abril de 1685 (76 anos)) foi um historiador e medievalista beneditino francês que colaborou com Mabillon na busca de documentos relativos à história da Igreja para o seu Veterum aliquot scriptorium spicilegium e na redacção da Acta sanctorum da sua ordem. Foi bibliotecário da Abadia de Saint-Germain-des-Prés.